# Justine Romee
Justine Romee, née le 8 août 1965 au Texas, est le nom de scène de Consuelo Lopez, actrice pornographique latino-américaine.

## Distinctions
Nominations
- 2002 AVN Award - Best New Starlet[3]

## Filmographie sélective
- 1998 : Harem 74
- 1999 : The 4 Finger Club 7
- 2000 : 72 Cheerleader Orgy
- 2000 : Lez-pee-ins 1
- 2001 : Real Latin Hotties 5
- 2001 : The Violation of Kiki Daire
- 2001 : No Man's Land Latin Edition 2
- 2002 : Women Seeking Women 5
- 2002 : Crazy About Latinas 2
- 2002 : Stop My Ass is On Fire 9
- 2003 : Big Ass Anal Exxxstravaganza
- 2003 : Secret Suburban Sex Parties
- 2004 : Bondage Stories
- 2004 : Interracial Lesbian Nation 1
- 2005 : Goo Girls 19
- 2006 : Hot Mama's
- 2007 : Lesbian MILTF 2 (II)
- 2008 : My Squirting Aunt 2
- 2009 : Tinkle Time 3
- 2010 : Ass Fucking Latinas
- 2011 : Superstar Talent
- 2012 : ASSministrators ASSistant
- 2013 : Latina Lovin'
- 2014 : All Holes No Poles 17